# Tae Keller
Tae Keller (ur. w Honolulu) – amerykańska pisarka pochodzenia koreańskiego, specjalizująca się w literaturze dziecięcej. Uhonorowana nagrodami literackimi za powieść When You Trap a Tiger (2020).

## Życiorys
Tae Keller urodziła się i wychowywała w Honolulu w rodzinie Jamesa i Nory Okji Kellerów. Koreańskie pochodzenie odziedziczyła po babce, Tae Im Ku, która związała się z niemiecko-amerykańskim inżynierem komputerowym, Robertem Cobbem, po czym przeniosła się wraz z rodziną na Hawaje. Jej matka, pisarka, zdobyła kilka nagród literackich za powieść Comfort Woman. W 2011 roku Tae Keller ukończyła Punahou School, zaś w 2015 roku została absolwentką Bryn Mawr College. Wyszła za mąż za Joshuę Nadela, z którym zamieszkała w Seattle.
Za powieść When You Trap a Tiger, wydaną w 2020 roku, otrzymała Medal Johna Newbery’ego oraz Asian/Pacific American Award for Literature.

## Twórczość
- The Science of Breakable Things (2018)[7]
- When You Trap a Tiger (2020)[7]
- Jennifer Chan is Not Alone (2022)[7]
- She Persisted: Patsy Mink (2022)[7]
- Mihi Ever After (2022)[7]